# Sven Bender
Sven Bender (Rosenheim, 27 aprile 1989) è un allenatore di calcio ed ex calciatore tedesco, di ruolo difensore o centrocampista, tecnico dell'Unterhaching.
Ha speso l'intera carriera sportiva in patria, vestendo le maglie di Monaco 1860, Borussia Dortmund e Bayer Leverkusen; ha legato il suo nome principalmente ai gialloneri di Dortmund, in cui ha militato per otto stagioni consecutive e di cui è considerato uno dei giocatori più rappresentativi del ciclo di Jürgen Klopp alla guida della squadra.
A livello di club si è aggiudicato due Campionati tedeschi, due Coppe di Germania e due Supercoppe di Germania, trofei conseguiti durante la militanza a Dortmund; col club della Vestfalia ha preso parte anche alla Champions League 12/13, conclusasi con la sconfitta in finale nel derby teutonico contro il Bayern Monaco.
In ambito internazionale vanta sette apparizioni con la maglia della nazionale tedesca, con la quale non ha preso parte ad alcuna rassegna continentale.

## Biografia
Ha un fratello gemello, Lars Bender, con cui ha giocato sia nel Monaco 1860 che nel Bayer Leverkusen.

## Caratteristiche tecniche
Era un centrocampista o difensore versatile: nonostante abbia giocato per buona parte della carriera da interno con compiti difensivi in un centrocampo a due, sotto la guida di Thomas Tuchel è stato spostato nel ruolo di centrale laterale in una difesa a tre, mentre negli anni a Leverkusen, a causa dei numerosi infortuni che ne hanno inficiato la mobilità, si è espresso principalmente come centrale in una difesa a quattro; per lo stesso motivo, negli anni ha gradualmente mutato il suo stile di gioco, passando via via da un approccio alla partita più anarchico e caotico ad uno ragionato e meno dispendioso.
Giocatore tatticamente intelligente e non molto dotato sul piano tecnico (aspetto migliorato nel corso del tempo), fa della fase difensiva il suo punto di forza: dotato di un fisico alto e potente, ha nella tenacia nei contrasti ed in una elevata intensità di gioco le sue armi migliori; si distingue inoltre per grinta, caparbietà e per la foga agonistica con cui è solito affrontare i match.
Ha espresso il meglio del suo gioco a fianco ad elementi più tecnici e dalle doti di regia, come i centrocampisti Nuri Sahin, Shinji Kagawa o i difensori Mats Hummels e suo fratello Lars; a detta di Jurgen Klopp, la sua miglior qualità era quella di riuscire a sacrificarsi per consentire ai compagni di provare le giocate più rischiose.
A causa dell'assonanza e delle similitudini di gioco con l'ex mediano del Monaco 1860 e del Bayern Monaco Manfred Bender, detto "Manni", ha ereditato inizialmente il suo soprannome, trasformato successivamente in "Iron Manni" dai supporters del Borussia Dortmund a causa del suo stile di gioco coraggioso e spericolato.
Grazie ad un grande spirito di sacrificio e ad una indole competitiva, è considerato un leader dai compagni di squadra: emblematici sono rimasti alcuni interventi, eseguiti per recuperare la sfera o impedire un goal, costatigli gravi infortuni (tra cui la rottura della mandibola o la rottura del setto nasale). Riguardo a questo aspetto del suo gioco, iconiche sono diventate le frasi di Nuri Sahin ("non metterei il piede dove lui va con la testa") e Jurgen Klopp ("se fossi i genitori di Sven, penso che non riuscirei a guardarlo giocare").

## Carriera

### Giocatore

#### Club

##### Monaco 1860
Bender esordisce per la prima volta in un campionato ufficiale il 12 agosto 2007 col Monaco 1860 sul campo dell'Augsburg nella partita vinta 6-2. Il primo gol ufficiale arriva il 26 ottobre 2007 nella partita vinta in casa per 3-0 ai danni del Kickers Offenbach. Chiude la stagione con 27 presenze e 1 gol nella serie B tedesca e 3 presenze in Coppa di Germania.

##### Borussia Dortmund
Nell'estate del 2009 si trasferisce al Borussia Dortmund per la cifra di 1.500.000 di euro. Esordisce con i giallo-neri in Bundesliga il 19 settembre 2009 sul campo dell'Hannover 96, giocando dal primo minuto nella partita che si concluderà con un pareggio 1-1.
Nella stagione 2010-2011 segna il suo primo gol nella partita contro il Kaiserslautern siglando il momentaneo vantaggio per la squadra di Jürgen Klopp al minuto 81', partita poi finita sul risultato di 1-1. Inoltre a fine stagione conquista la Bundesliga nonché il suo primo trofeo della sua carriera. Conclude la sua stagione con 39 presenze totali segnando 1 gol.
Nella stagione 2011-2012 è diventato uno dei tanti punti fermi dello scacchiere di Klopp. Mette a segno il suo primo gol stagionale il 5 novembre 2011 in casa nella partita vinta 5-1 contro il Wolfsburg. A fine stagione conquista di nuovo il campionato tedesco e anche la Coppa di Germania ai danni dei rivali del Bayern Monaco vincendo per 5-2.
La stagione 2012-2013 non inizia benissimo complice l'infortunio all'inguine che gli fa saltare le prime 5 partite di campionato. La prima partita la gioca il 29 settembre 2012 nel derby contro il Borussia Mönchengladbach vinto per 5-0. Nonostante la grande stagione disputata dalla sua squadra passa una stagione travagliata da infortuni. Segna il primo gol stagionale l'11 maggio 2013 nella partita in trasferta contro il Wolfsburg terminata 3-3 siglando il momentaneo vantaggio giallo-nero. il 25 maggio 2013 gioca la finale di Champions League a Wembley persa per 2-1 contro il Bayern Monaco.
Inizia la stagione 2013-2014 vincendo la Supercoppa di Germania ai danni del Bayern Monaco per 4-2. Il 25 gennaio 2014 in occasione del pareggio interno per 2-2 contro l'Augsburg si rende protagonista prima del gol di testa che vale il momentaneo 1-0 e successivamente dell'autogol che vale il momentaneo pareggio di 1-1 a inizio ripresa.
La stagione 2014-2015 si apre con la vittoria della Supercoppa di Germania, battendo il Bayern Monaco con il punteggio di 2-0. In campionato la sua squadra dopo un buon avvio entra in crisi di risultati scivolando a metà classifica e non riuscendo più a risalire.
Nella stagione successiva avvengono importanti cambiamenti: Jurgen Klopp lascia la panchina dei gialloneri e al suo posto arriva Thomas Tuchel, e lui, grazie al nuovo tecnico, cambia ruolo arretrando a difensore centrale. Viene molto usato in questo ruolo anche grazie al cambio di modulo di gioco, infatti viene introdotta la difesa a tre dove lui risulta appunto uno dei tre difensori centrali. La stessa stagione rinnova il contratto fino al 2021.
La stagione 2016-2017 risulta essere una stagione abbastanza complicata visto che prima riporta un rigonfiamento del midollo osseo che gli fa saltare la prima parte di stagione mentre nella seconda parte si rompe il legamento collaterale della caviglia. L'11 aprile 2017, alla vigilia della partita di Champions League contro il Monaco, un'esplosione investe il pullman su cui viaggiavano lui e la sua squadra. Il giorno dopo durante la partita recuperata gioca la prima partita di Champions League della stagione provocando anche l'autogol del momentaneo 2-0 per i francesi.

##### Bayer 04 Leverkusen
Il 13 luglio 2017 viene ufficializzata la sua cessione al Bayer Leverkusen in cui ritrova suo fratello gemello Lars Bender.
Il 23 dicembre 2020, insieme a suo gemello Lars, decide di ritirarsi dal calcio giocato al termine della stagione di Bundesliga 2020-2021.

#### Nazionale
Nell'estate 2016 prende parte alle Olimpiadi di Rio, manifestazione in cui la squadra tedesca si aggiudica la medaglia d'argento nel torneo olimpico di calcio.

### Allenatore

#### Borussia Dortmund
Il 29 dicembre 2023, insieme a Nuri Şahin viene nominato vice allenatore del Borussia Dortmund, entrando nello staff del tecnico Edin Terzić con un contratto valido dal 1º gennaio 2024 al 30 giugno 2025.

## Statistiche

### Presenze e reti nei club
Statistiche aggiornate al 30 giugno 2021.
| Stagione                    | Squadra                     | Campionato                  | Campionato | Campionato | Coppe nazionali | Coppe nazionali | Coppe nazionali | Coppe continentali | Coppe continentali | Coppe continentali | Altre coppe | Altre coppe | Altre coppe | Totale | Totale |
| Stagione                    | Squadra                     | Comp                        | Pres       | Reti       | Comp            | Pres            | Reti            | Comp               | Pres               | Reti               | Comp        | Pres        | Reti        | Pres   | Reti   |
| --------------------------- | --------------------------- | --------------------------- | ---------- | ---------- | --------------- | --------------- | --------------- | ------------------ | ------------------ | ------------------ | ----------- | ----------- | ----------- | ------ | ------ |
| 2006-2007                   | Monaco 1860 II              | RSüd                        | 15         | 2          |                 | -               | -               | -                  | -                  | -                  | -           | -           | -           | 15     | 2      |
| 2007-2008                   | Monaco 1860 II              | RSüd                        | 1          | 0          |                 | -               | -               | -                  | -                  | -                  | -           | -           | -           | 1      | 0      |
| Totale Monaco 1860 II       | Totale Monaco 1860 II       | Totale Monaco 1860 II       | 16         | 2          |                 | -               | -               |                    | -                  | -                  |             | -           | -           | 16     | 2      |
| 2006-2007                   | Monaco 1860                 | ZL                          | 13         | 0          | CG              | 0               | 0               | -                  | -                  | -                  | -           | -           | -           | 13     | 0      |
| 2007-2008                   | Monaco 1860                 | ZL                          | 27         | 1          | CG              | 3               | 0               | -                  | -                  | -                  | -           | -           | -           | 30     | 1      |
| 2008-2009                   | Monaco 1860                 | ZL                          | 25         | 0          | CG              | 1               | 0               | -                  | -                  | -                  | -           | -           | -           | 26     | 0      |
| Totale Monaco 1860          | Totale Monaco 1860          | Totale Monaco 1860          | 65         | 1          |                 | 4               | 0               |                    | -                  | -                  |             | -           | -           | 69     | 1      |
| 2009-2010                   | Borussia Dortmund II        | 3.Liga                      | 3          | 0          |                 | -               | -               | -                  | -                  | -                  | -           | -           | -           | 3      | 0      |
| 2012-2013                   | Borussia Dortmund II        | 3.Liga                      | 1          | 0          |                 | -               | -               | -                  | -                  | -                  | -           | -           | -           | 1      | 0      |
| Totale Borussia Dortmund II | Totale Borussia Dortmund II | Totale Borussia Dortmund II | 4          | 0          |                 | -               | -               |                    | -                  | -                  |             | -           | -           | 4      | 0      |
| 2009-2010                   | Borussia Dortmund           | BL                          | 19         | 0          | CG              | 0               | 0               | -                  | -                  | -                  | -           | -           | -           | 19     | 0      |
| 2010-2011                   | Borussia Dortmund           | BL                          | 31         | 1          | CG              | 1               | 0               | UEL                | 7                  | 0                  | -           | -           | -           | 39     | 1      |
| 2011-2012                   | Borussia Dortmund           | BL                          | 24         | 1          | CG              | 3               | 0               | UCL                | 4                  | 0                  | SG          | 1           | 0           | 32     | 1      |
| 2012-2013                   | Borussia Dortmund           | BL                          | 20         | 1          | CG              | 1               | 0               | UCL                | 11                 | 0                  | SG          | 0           | 0           | 32     | 1      |
| 2013-2014                   | Borussia Dortmund           | BL                          | 19         | 1          | CG              | 2               | 0               | UCL                | 5                  | 0                  | SG          | 1           | 0           | 27     | 1      |
| 2014-2015                   | Borussia Dortmund           | BL                          | 20         | 0          | CG              | 5               | 0               | UCL                | 6                  | 0                  | SG          | 1           | 0           | 32     | 0      |
| 2015-2016                   | Borussia Dortmund           | BL                          | 19         | 0          | CG              | 5               | 0               | UEL                | 11                 | 0                  | -           | -           | -           | 35     | 0      |
| 2016-2017                   | Borussia Dortmund           | BL                          | 6          | 0          | CG              | 1               | 0               | UCL                | 1                  | 0                  | SG          | 0           | 0           | 8      | 0      |
| Totale Borussia Dortmund    | Totale Borussia Dortmund    | Totale Borussia Dortmund    | 158        | 4          |                 | 18              | 0               |                    | 45                 | 0                  |             | 3           | 0           | 224    | 4      |
| 2017-2018                   | Bayer Leverkusen            | BL                          | 29         | 2          | CG              | 5               | 0               | -                  | -                  | -                  | -           | -           | -           | 34     | 2      |
| 2018-2019                   | Bayer Leverkusen            | BL                          | 27         | 0          | CG              | 2               | 0               | UEL                | 3                  | 0                  | -           | -           | -           | 32     | 0      |
| 2019-2020                   | Bayer Leverkusen            | BL                          | 33         | 2          | CG              | 5               | 1               | UCL+UEL            | 6+3                | 1+0                | -           | -           | -           | 47     | 4      |
| 2020-2021                   | Bayer Leverkusen            | BL                          | 18         | 0          | CG              | 1               | 0               | UEL                | 1                  | 0                  | -           | -           | -           | 20     | 0      |
| Totale Bayer Leverkusen     | Totale Bayer Leverkusen     | Totale Bayer Leverkusen     | 107        | 4          |                 | 13              | 1               |                    | 13                 | 1                  |             |             |             | 133    | 6      |
| Totale carriera             | Totale carriera             | Totale carriera             | 350        | 11         |                 | 35              | 1               |                    | 58                 | 1                  |             | 3           | 0           | 446    | 13     |

### Cronologia presenze e reti in nazionale
| Cronologia completa delle presenze e delle reti in nazionale ― Germania | Cronologia completa delle presenze e delle reti in nazionale ― Germania | Cronologia completa delle presenze e delle reti in nazionale ― Germania | Cronologia completa delle presenze e delle reti in nazionale ― Germania | Cronologia completa delle presenze e delle reti in nazionale ― Germania | Cronologia completa delle presenze e delle reti in nazionale ― Germania | Cronologia completa delle presenze e delle reti in nazionale ― Germania | Cronologia completa delle presenze e delle reti in nazionale ― Germania |
| Data                                                                    | Città                                                                   | In casa                                                                 | Risultato                                                               | Ospiti                                                                  | Competizione                                                            | Reti                                                                    | Note                                                                    |
| ----------------------------------------------------------------------- | ----------------------------------------------------------------------- | ----------------------------------------------------------------------- | ----------------------------------------------------------------------- | ----------------------------------------------------------------------- | ----------------------------------------------------------------------- | ----------------------------------------------------------------------- | ----------------------------------------------------------------------- |
| 29-3-2011                                                               | Mönchengladbach                                                         | Germania                                                                | 1 – 2                                                                   | Australia                                                               | Amichevole                                                              | -                                                                       |                                                                         |
| 26-5-2012                                                               | Milano                                                                  | Svizzera                                                                | 5 – 3                                                                   | Germania                                                                | Amichevole                                                              | -                                                                       | 78’                                                                     |
| 14-11-2012                                                              | Amsterdam                                                               | Paesi Bassi                                                             | 0 – 0                                                                   | Germania                                                                | Amichevole                                                              | -                                                                       | 81’                                                                     |
| 2-6-2013                                                                | Washington                                                              | Stati Uniti                                                             | 4 – 3                                                                   | Germania                                                                | Amichevole                                                              | -                                                                       | 46’                                                                     |
| 6-9-2013                                                                | Monaco di Baviera                                                       | Germania                                                                | 3 – 0                                                                   | Austria                                                                 | Qual. Mondiali 2014                                                     | -                                                                       | 82’                                                                     |
| 15-11-2013                                                              | Milano                                                                  | Italia                                                                  | 0 – 0                                                                   | Germania                                                                | Amichevole                                                              | -                                                                       | 67’                                                                     |
| 19-11-2013                                                              | Londra                                                                  | Inghilterra                                                             | 0 – 1                                                                   | Germania                                                                | Amichevole                                                              | -                                                                       |                                                                         |
| Totale                                                                  |                                                                         | Presenze                                                                | 7                                                                       |                                                                         | Reti                                                                    | 0                                                                       |                                                                         |

## Palmarès

### Club

#### Competizioni nazionali
- Campionato tedesco: 2

Borussia Dortmund: 2010-2011, 2011-2012
- Coppa di Germania: 2

Borussia Dortmund: 2011-2012, 2016-2017
- Supercoppa di Germania: 2

Borussia Dortmund: 2013, 2014

### Nazionale
- Campionato europeo di calcio Under-19: 1

Germania: 2009
- Argento olimpico: 1

Rio de Janeiro 2016

### Individuale
- Miglior giocatore degli Europei Under-19: 1

Rep. Ceca 2008